# Comuna Strilkiv, Strîi
Strilkiv (în ucraineană Стрілків) este o comună în raionul Strîi, regiunea Liov, Ucraina, formată din satele Berejnîțea, Lotatnîkî și Strilkiv (reședința).

## Demografie
Componența lingvistică a comunei Strilkiv
     Ucraineană (100%)
Conform recensământului din 2001, toată populația comunei Strilkiv era vorbitoare de ucraineană (100%).